# Oploo
Oploo est un village situé dans la commune néerlandaise de Sint Anthonis, dans la province du Brabant-Septentrional. Le 1er janvier 2005, le village comptait 1 806 habitants.

## Histoire
Oploo a été une commune indépendante jusqu'au 1er janvier 1821. À cette date, elle fusionne avec Sint Anthonis en Ledeacker pour former la nouvelle commune d'Oploo, Sint Anthonis en Ledeacker.